# スターアップル
スターアップル（学名: Chrysophyllum cainito）は、中央アメリカや西インド諸島など熱帯の低地を原産とするアカテツ科の樹木である。急速に成長し、20メートルの高さに達する。和名はスイショウガキ。別名ホシリンゴ、カイニット、ミルクアップルなど。果樹として世界中の熱帯で広く栽培されている。
リンネの『植物の種』(1753年) で記載された植物の一つである。

## 分布
そもそもは Chrysophyllum argenteum Jacq. という種から派生した栽培起源種であり、自生地とされているのはパナマのみで、オーストラリア（クイーンズランド州）、フィリピン、トンガ、仏領ソシエテ諸島、メキシコ（南東部）、ベリーズ、グアテマラ、エルサルバドル、ホンジュラス、ニカラグア、コスタリカ、英領ケイマン諸島、キューバ、ジャマイカ、ハイチ、ドミニカ共和国、プエルトリコ、リーワード諸島、ウィンドワード諸島、トリニダード・トバゴ、ベネズエラ領アンティル諸島、南西カリブ諸島、ガイアナ、ベネズエラ、コロンビア、エクアドル、ペルーに持ち込まれている。

## 概要

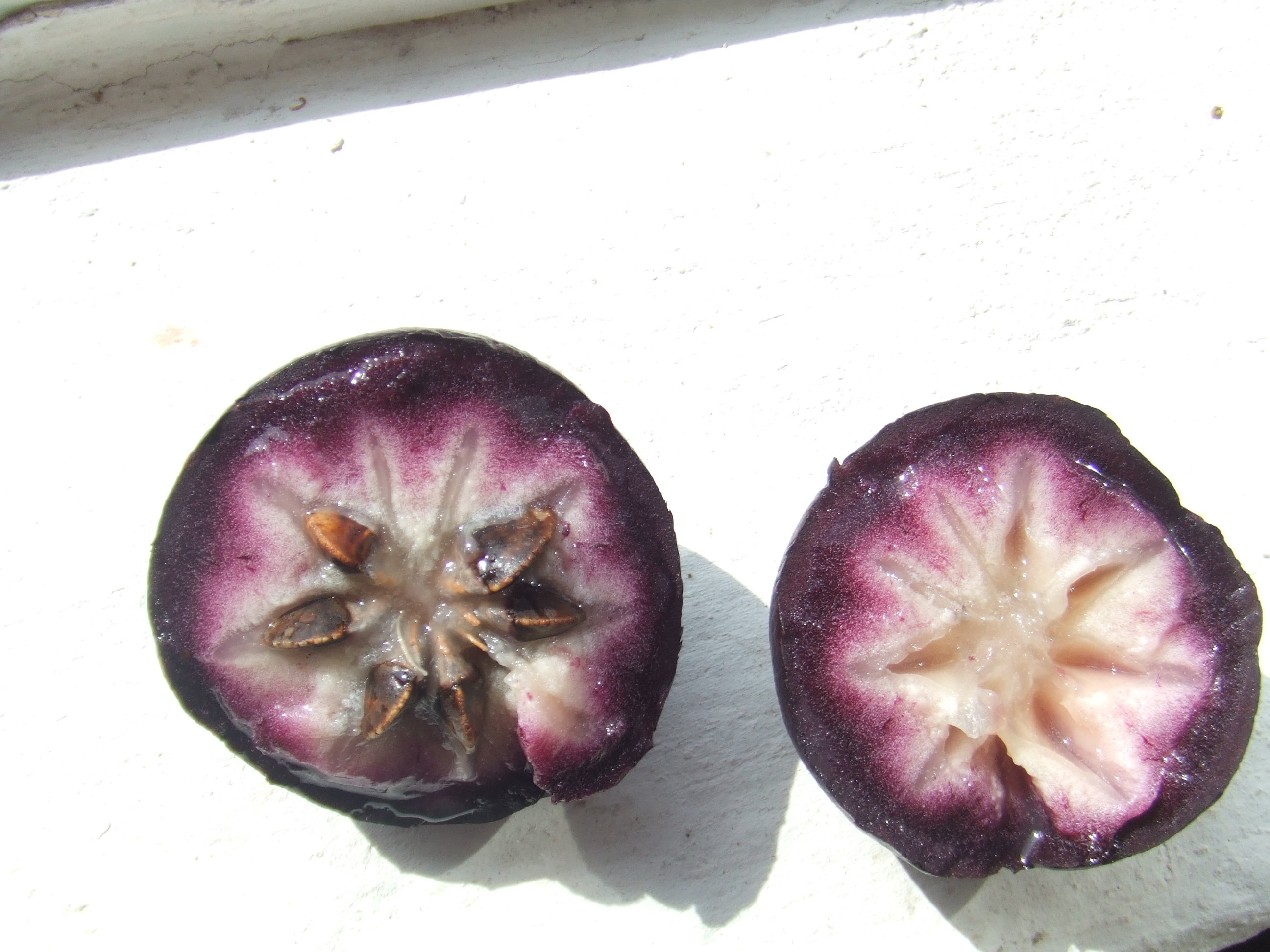
果実を半分に切った様子

常緑高木で高さ12-15メートル、樹冠開張、枝に銅色毛茸が見られる。
葉は長さ8-18センチメートルの卵形暗緑色、裏面が銅黄色、全縁の単葉である。葉序は互生。遠くから見ると葉裏が黄金色に輝いて見える。
花は紫がかった白色で小さく、甘い香りがする。スターアップルは自家受粉が可能である。
果実は球形で径5-8センチメートル、果面は紫、緑あるいは赤色で平滑。果肉は赤もしくは白色で粘性白乳液があり、熟すと種衣の部分が白色半透明の寒天のような状態となって甘味や芳香が強くなるが、果肉のほかの部分は甘渋い。種子は5-10個で大型、褐色光沢が見られる。

## 利用
果実は濃い紫色のものと緑がかった茶色のものと2種類あり、紫色のものの方が果皮が厚く果肉の水分が少ない。がくの周りは通常緑色で、果肉を割ると星型の模様が見られる。果皮には蝋が多いため、皮は食べられない。扁平な種子は明るい茶色で硬い。約7年目から果実ができるようになる。果実は甘く生のまま食べることが可能で、冷やしてデザートで食べるととても味が良い。葉で作ったハーブティーは糖尿病や関節リウマチの治療用に用いられた。樹皮は強壮剤や覚せい剤になると考えられ、樹皮の煎じ汁は咳止めに用いられた。
東南アジアにおいては鑑賞用樹木、街路樹ともされる。

## 画像

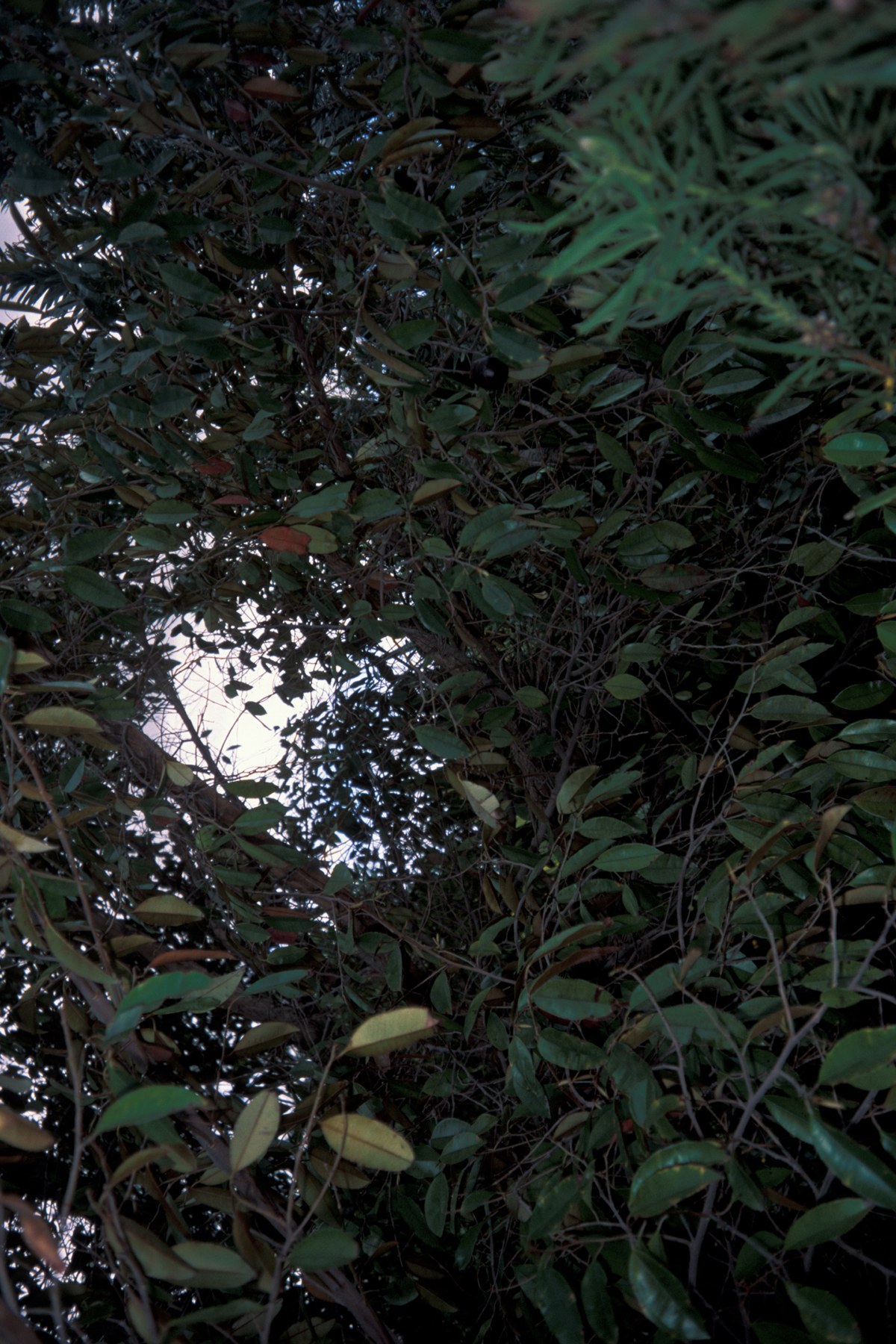
スターアップルの樹
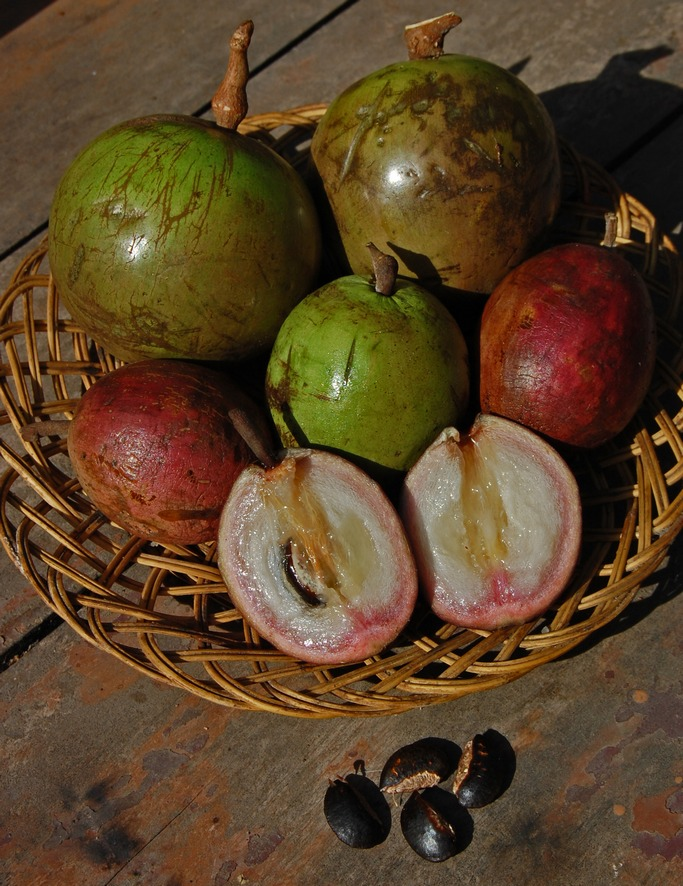
緑色の果実（ジャワ島東部産）
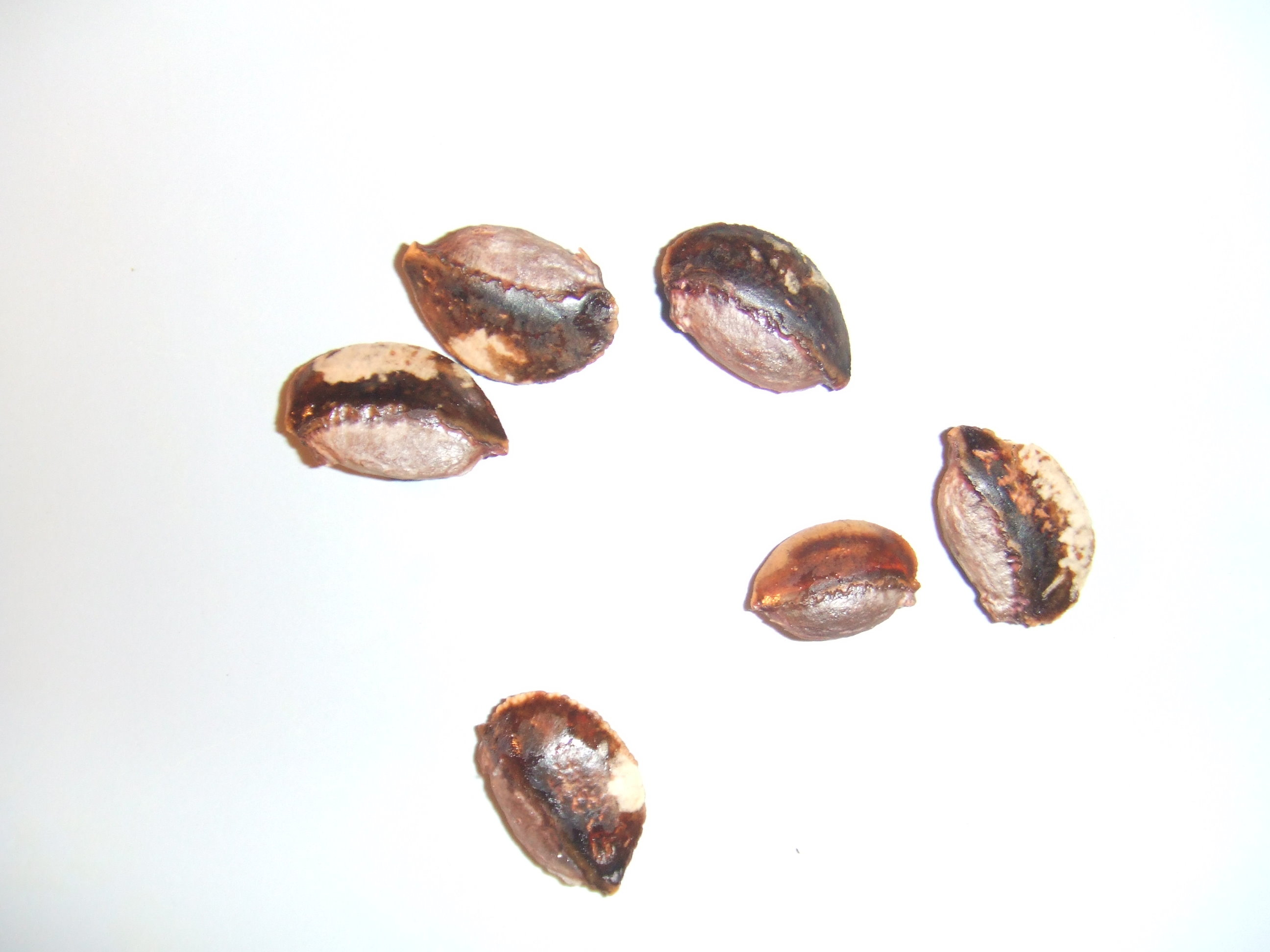
種子

## 人間との関係
セントルシア出身のノーベル文学賞詩人デレック・ウォルコットは1979年に発表した詩集『カイニットの王国』（原題：The Star-Apple Kingdom）の中で、カイニット（スターアップル）をカリブの象徴であるとした。

## 呼称
- 英語: star apple[1], cainito[1]
- スペイン語:〔キューバ〕caimito morado[1];〔コロンビア〕caimo[1]
- 中国語: 星苹果[1]
- フランス語:〔仏領ギアナ〕caimitier[1]
- マレー語: sawo durian[1]

スリランカ:
- シンハラ語: rata-lawulu[1]
- タミル語: seemaipala-pallam[1]

インドネシア:
- インドネシア語: sawo duren, sauh hijau[1]

フィリピン:
- 言語名不明: kaimito[1]